# Okres Mór
Okres Mór (maďarsky Móri járás) je okres v Maďarsku v župě Fejér. Jeho správním centrem je město Mór.

## Sídla
V okrese se nachází celkem 13 měst a obcí.
- Bakonycsernye
- Balinka
- Bodajk
- Csákberény
- Csókakő
- Fehérvárcsurgó
- Isztimér
- Kincsesbánya
- Magyaralmás
- Mór
- Nagyveleg
- Pusztavám
- Söréd